# فيكتور فاغنر
فيكتور فاغنر (بالدنماركية: Victor Wagner)‏ (18 مارس 1996 الدنمارك - ) هو لاعب كرة قدم دانمركي يلعب كمدافع.

## روابط خارجية
- فيكتور فاغنر على موقع اتحاد النرويج (النرويجية)
- فيكتور فاغنر على موقع قاعدة بيانات كرة القدم.إي يو (الإنجليزية)
- فيكتور فاغنر على موقع Soccerway.com (الإنجليزية)
- فيكتور فاغنر على موقع عالم كرة القدم.نت (الإنجليزية)